# ФК «Вікторія» (Жижков) у сезоні 1928—1929
ФК «Вікторія» (Жижков) у сезоні 1928—1929 — сезон чехословацького футбольного клубу «Вікторія» (Жижков). У чемпіонаті Чехословаччини команда посіла друге місце, в кубку дійшла до півфіналу. Також клуб вперше виступав у Кубку Мітропи, де зупинився в півфінальній стадії.

## Чемпіонат Чехословаччини

### Підсумкова таблиця
|   | Турнірна таблиця     | М  | В  | Н | П  | МЗ | МП | О  |
| - | -------------------- | -- | -- | - | -- | -- | -- | -- |
| 1 | Славія (Прага)       | 12 | 10 | 1 | 1  | 47 | 15 | 21 |
| 2 | Вікторія (Жижков)    | 12 | 8  | 2 | 2  | 41 | 20 | 18 |
| 3 | Спарта (Прага)       | 12 | 5  | 3 | 4  | 32 | 21 | 13 |
| 4 | Богеміанс (Прага)    | 12 | 6  | 0 | 6  | 33 | 31 | 12 |
| 5 | Кладно               | 12 | 4  | 2 | 6  | 20 | 30 | 10 |
| 6 | Чехія Карлін (Прага) | 12 | 2  | 3 | 7  | 11 | 29 | 7  |
| 7 | Лібень               | 12 | 1  | 1 | 10 | 13 | 50 | 3  |

### Склад
| «Вікторія» Воротарі: Вацлав Бенда (-/0/-). Захисники: Франтішек Стеглік (-/0), Карел Стейнер (-/0). Півзахисники: Антонін Кліцпера (-/2), Вілем Кьоніг (-/0), Штепан Матей-Штепан (-/0), Войтех Сибал-Мікше (-/0). Нападники: Вацлав Баєр (-/0), Карел Громадка (-/6), Антонін Кржиштял (-/0), Карел Медуна (-/5), Отто Новак (-/8), Карел Подразіл (-/11), Ярослав Срба (-/5), Вацлав Ванік-Ваня (-/…). Невідома позиція: Вацлав Кржижек (-/0), Станіслав Соукуп (-/0). Тренер: Антонін Бребурда. |

## Середньочеський кубок
1/2 фіналу
- «Спарта» (Прага) — «Вікторія» (Жижков) - 3:1[1].

## Кубок Мітропи
| 1/4 перший матч 26.08.1928 | «Граджянскі» (Загреб)      | 3:2 | «Вікторія» (Жижков)   | Загреб                                                           |  |
| | 24' Першка 54' 57' Циндрич |     | 40' Подразіл 84' Баєр | Стадіон: Граджянські Глядачі: 6 000 Суддя: Ойген Браун (Австрія) |  |
| Граджянскі: Михелчич — Гмайнички, Мантлер — Хитрець, Михалєвич-Пикич, Д.Бабич (к) — Н.Бабич, Гумгалтер, Першка, Циндрич, Гілер, тренер: Пожоньї Вікторія: Бенда — Стейнер, Стеглік — Кьоніг, Кліцпера (к), Матей-Штепан — Подразіл, Срба, Медуна, Громадка, Баєр, тренер: Бребурда |                            |     |                       |                                                                  |  |

| 1/4 другий матч 02.09.1928 | «Вікторія» (Жижков)                                            | 6:1 (8:4 заг.) | «Граджянскі» (Загреб) | Прага                                                             |  |
| | 26' 59' Подразіл 29' Дворжачек 55' Стейнер 57' Медуна 83' Срба |                | 80' Циндрич           | Стадіон: На Оградє Глядачі: 18 000 Суддя: Еміль Гьобель (Австрія) |  |
| Вікторія: Бенда — Стейнер, Стеглік — Кьоніг, Кліцпера (к), Матей-Штепан — Подразіл, Срба, Медуна, Дворжачек, Баєр, тренер: Бребурда Граджянскі: Михелчич — Гмайнички, Мантлер — Хитрець, Михалєвич-Пикич, Д.Бабич (к) — Н.Бабич, Гумгалтер, Першка, Циндрич, Гілер, тренер: Пожоньї |                                                                |                |                       |                                                                   |  |

| 1/2 перший матч 08.09.1928 | «Вікторія» (Жижков)                     | 4:3 | «Рапід» (Відень)                 | Прага                                                         |  |
| | 9' (пен.) Стейнер 44' 63' 64' Дворжачек |     | 12' 27' 37' Веселик 43' Шрамсайс | Стадіон: Летна Глядачі: 16 000 Суддя: Отто Зандер (Німеччина) |  |
| Вікторія: Бенда — Стейнер, Стеглік — Кьоніг, Кліцпера (к), Матей-Штепан — Подразіл, Срба, Медуна, Дворжачек, Баєр, тренер: Бребурда Рапід: Гріфтнер — Вітшель, Шрамсайс — Фрювірт, Смістик, Мадльмаєр — Кірбес, Луеф, Веселик, Хорват, Весели(к), тренер: Бауер |                                         |     |                                  |                                                               |  |

| 1/2 другий матч 16.09.1928 | «Рапід» (Відень)                 | 3:2 (6:6 заг.) | «Вікторія» (Жижков)        | Відень                                                               |  |
| | 1' Весели 15' Веселик 47' Хорват |                | 25' Дворжачек 64' Подразіл | Стадіон: Рапід-Плац Глядачі: 26000 Суддя: Альфред Бірлем (Німеччина) |  |
| Рапід: Гріфтнер — Вітшель, Шрамсайс — Фрювірт, Смістик, Мадльмаєр — Кірбес, Луеф, Веселик, Хорват, Весели(к), тренер: Бауер Вікторія: Бенда — Стейнер, Стеглік — Кьоніг, Кліцпера (к), Матей-Штепан — Подразіл, Новак, Медуна, Дворжачек, Баєр, тренер: Бребурда |                                  |                |                            |                                                                      |  |

| 1/2 перегравання 23.09.1928 | «Рапід» (Відень)                 | 3:1 | «Вікторія» (Жижков) | Відень                                                        |  |
| | 8' 14' (пен.) Хорват 32' Веселик |     | 25' Новак           | Стадіон: Рапід-Плац Глядачі: 15000 Суддя: Карло Дані (Італія) |  |
| Рапід: Гріфтнер — Вітшель, Шрамсайс — Фрювірт, Смістик, Мадльмаєр — Кірбес, Луеф, Веселик, Хорват, Весели(к), тренер: Бауер Вікторія: Бенда — Стейнер, Стеглік — Кьоніг, Клічпера (к), Матей-Штепан — Подразіл, Новак, Медуна, Дворжачек, Баєр, тренер: Бребурда |                                  |     |                     |                                                               |  |

### Гравці
Всі футболісти, що грали в складі «Вікторії» в Кубку Мітропи в 1928 році.
| №     | Ім'я              | Позиція    | Сезон | Статистика |   |
| Матчі | Голи              |            |       |            |   |
| ----- | ----------------- | ---------- | ----- | ---------- | - |
| 1-9   | Вацлав Баєр       | Нападник   | 1928  | 5          | 1 |
| 1-9   | Вацлав Бенда      | Воротар    | 1928  | 5          | 0 |
| 1-9   | Антонін Кліцпера  | Півахисник | 1928  | 5          | 0 |
| 1-9   | Вілем Кьоніг      | Півахисник | 1928  | 5          | 0 |
| 1-9   | Карел Медуна      | Нападник   | 1928  | 5          | 1 |
| 1-9   | Карел Подразіл    | Нападник   | 1928  | 5          | 4 |
| 1-9   | Штепан Матей      | Півахисник | 1928  | 5          | 0 |
| 1-9   | Франтішек Стеглік | Захисник   | 1928  | 5          | 0 |
| 1-9   | Карел Стейнер     | Захисник   | 1928  | 5          | 2 |
| 10    | Ян Дворжачек      | Нападник   | 1928  | 4          | 5 |
| 11    | Ярослав Срба      | Нападник   | 1928  | 3          | 1 |
| 12    | Отто Новак        | Нападник   | 1928  | 2          | 1 |
| 13    | Карел Громадка    | Нападник   | 1928  | 1          | 0 |